# 酒井信介
酒井 信介（さかい しんすけ、1953年 - ）は、日本の機械工学者。東京大学名誉教授。元日本高圧力技術協会会長。

## 人物・経歴
1975年東京大学工学部機械工学科卒業。1977年東京大学大学院工学系研究科舶用機械工学専門課程修士課程修了。1980年東京大学大学院工学系研究科舶用機械工学専門課程博士課程修了、工学博士、東京大学工学部舶用機械工学科講師。1981年東京大学工学部舶用機械工学科助教授。1995年東京大学大学院工学系研究科機械工学専攻助教授。1997年東京大学大学院工学系研究科機械工学専攻教授。2009年日本機械学会材料力学部門長。2011年日本高圧力技術協会会長。2013年東京大学大学院工学系研究科航空宇宙工学専攻特任教授。2018年横浜国立大学リスク共生社会創造センター客員教授。2019年東京大学名誉教授。

## All Risk Approachについて
福島第一原子力発電所の事故の翌年，アメリカ機械学会 Presidential Task Forceが主催する，ワークショップが開催された．このワークショップの概要を以下に示す．
- ワークショップ名:Forgin a New Nuclear Safety Construct ASME Workshop(新たな原子力概念の構築を目指して)
- 場所:ワシントンDC，ウィラード・インターナショナルホテル
- 日付:2012年12月4-5日
- 米国機械学会(ASME)会長直属組織の活動
- 大会委員長:Diaz元NRC委員長
- 参加者:招待者ベース，19か国の125名
- 目的:全世界の原子力コミュニティーの指導的立場にある人達に，ASMEが発行したレポート「新たな原子力概念の構築を目指して」に関する議論の場を提供すること．

レポートでは，all risk approachという新しい概念が提案され，ワークショップにおいて今後の世界の原子力発電の方向性が議論された．福島事故は，これまでの原子力発電事故と異なり，本質的な安全概念の変更に導く必要のある事故であるととらえられている．ワークショップの主題は，新たに提案する安全概念の必要性について世界レベルのコンセンサスを得るとともに，新しい安全概念を定着させるために必要となる今後の活動に踏み出す合意を得ることとされた．ワークショップの議論を通じて，福島事故後の世界の原子力分野の混乱に対して具体的なロードマップの提示を行うことが強く意識された．もちろん，原子力発電保有国ごとに固有の事情が存在することは認識した上で，各国が具体的な新しい規制や社会システムを構築する前に，まずは概念のレベルでのコンセンサスを図ことを目的とした．この背景にあることとして，福島事故を見ても明らかなとおり，たとえ特定の国の特定の場所の事故であっても，その影響は一国にとどまらず，国際的な影響を及ぼすことがあげられる．つまり，原子力発電に関しては，まずは世界レベルでの概念が共有化されていることが不可欠であり，その上に具体的な規制や仕組みを各国の事情に応じて作っていくことを指向していた．ASMEが提案した新しい原子力安全概念のねらいは，福島で起きたような事故後の放射性物質拡散による社会的，政治的，経済的な破綻を予防，防止するための方策を強化することにあった．その結果として，大衆の安全・安心が増し，社会的な備えも強化されるとともに，原子力産業の継続的な発展のための強固なプラットフォームが提供されることが期待された．このような概念の遂行のためには，非政府組織や関連企業はもとより，世界の責任ある組織の協力が不可欠であり，海外からは規制当局者，政府組織の関係者などからも多数の参加があった．ただし，当時の我が国の状況は，国会にて規制委員会の人事等の審議をしている最中であり，残念ながら我が国からの規制関係者の参加はなかった．本ワークショップの中で，酒井には我が国のリスク情報活用の状況と今後の見通しについて報告が求められ，遅々として進んでいない状況が報告された．これに対する海外の反応として，「やはりそうか」というような嘆きの声が聞かれた．
　なお，ASMEが発行したレポートは下記サイトからダウンロードできる．
Forging a New Nuclear Safety Construct
また，レポートは酒井を含む有志によって翻訳が行われ，日本機械学会サイトからダウンロードできる．
このワークショップへは，日本機械学会から派遣されたものであり，その参加報告が日本機械学会誌に掲載されている．

## 原子力情報の大衆への伝達について
酒井は内閣府原子力安全委員会委員の専門委員を務めていた当時、過去に原発関連企業である日立GEニュークリア・エナジーとの共同研究費として受け入れた30万円をめぐって、朝日新聞の紙面で原発の推進側と規制側の癒着構造の問題があると指摘された。本件については、その後本人がこの記事を書いた記者と直に会っており、謝罪を受けている 。また、原子力安全委員会は、2012年に廃止されており、酒井もそれに合わせて退任している。以後、原子力関係の規制側の仕事には一切携わっていない。このときの体験に基づき、一般大衆に原子力技術情報を適切に伝達するための課題を、講演活動等を通じて紹介している。また、Public Acceptance(PA)の在り方について提言を行っている。